# دنیای ژوراسیک: اردوگاه کرتاسه
دنیای ژوراسیک: اردوگاه کرتاسه (انگلیسی: Jurassic World Camp Cretaceous) یک مجموعه تلویزیونی پویانمایی آمریکایی در ژانر علمی تخیلی، اکشن و ماجراجویی است که توسط زک استنتز برای نتفلیکس توسعه یافته و نخستین مجموعه تلویزیونی در پارک ژوراسیک به‌شمار می‌رود. داستان این مجموعه قبل، حین و بعد از اتفاقات فیلم دنیای ژوراسیک (۲۰۱۵) جریان دارد. آرون همرسلی و اسکات کریمر به‌عنوان شورانرها و تهیه‌کنندگان اجرایی مجموعه فعالیت دارند و در کنار آن‌ها لین لئوراس، استیون اسپیلبرگ، کالین ترورو و فرانک مارشال نیز به عنوان تهیه‌کننده اجرایی حضور دارند. بازیگران اصلی شامل صداپیشگی‌های پل میکل ویلیامز، شان جیامبرونی، کائوسار محمد، جنا اورتگا، رایان پاتر و رینی رادریگز هستند که نقش گروهی از نوجوانان کمپینگ را بازی می‌کنند که پس از فرار چند دایناسور از زیستگاهشان، در جزیره نوبلار گیر می‌افتند.
فصل اول این مجموعه در ۱۸ سپتامبر ۲۰۲۰ منتشر شد. فصل دوم در ۲۲ ژانویه ۲۰۲۱، فصل سوم در ۲۱ مه ۲۰۲۱ و فصل چهارم در ۳ دسامبر ۲۰۲۱ منتشر شد. فصل پنجم و پایانی نیز در ۲۱ ژوئیه ۲۰۲۲ منتشر شد. یک ویژه برنامه تعاملی مستقل با عنوان ماجراجویی پنهان نیز در ۱۵ نوامبر ۲۰۲۲ منتشر شد. این مجموعه به‌طور کلی نقدهای مثبتی برای انیمیشن، شخصیت‌ها و صداپیشگان دریافت کرد، هرچند واکنش‌ها نسبت به طراحی شخصیت‌ها و فیلم‌نامه متنوع بود. این مجموعه در چهل و هشتمین جوایز آنی، برندهٔ جایزه دستاورد برجسته در جلوه‌های انیمیشنی شد.
یک مجموعه دنباله با عنوان دنیای ژوراسیک: نظریه آشوب در ۲۴ مه ۲۰۲۴ در نتفلیکس منتشر شد.

## تولید
به گفتهٔ زک استنتز، توسعه‌دهنده و تهیه‌کننده مشاور مجموعه که ایدهٔ این مجموعه را نیز به یونیورسال پیکچرز ارائه کرده بود، تولید دنیای ژوراسیک: اردوگاه کرتاسه از همان آوریل ۲۰۱۷ آغاز شد. در ژوئن ۲۰۱۸، اسکات کریمر مسئولیت پیش‌طرح و فیلم‌نامهٔ آزمایشی نوشته‌شده توسط استنتز را بر عهده گرفت و روی طراحی‌های اولیهٔ مجموعه کار کرد. در سال ۲۰۱۹ اعلام شد که این مجموعه پویانمایی قرار است سال بعد در نتفلیکس پخش شود و داستان آن در خلال اتفاقات فیلم دنیای ژوراسیک (۲۰۱۵) رخ می‌دهد. این پروژه یک همکاری مشترک بین نتفلیکس، یونیورسال پیکچرز، امبلین انترتینمنت و دریم‌ورکس انیمیشن است و اسکات کریمر و آرون همرسلی به‌عنوان شورانرهای مجموعه فعالیت داشته و همراه با لین لئوراس، استیون اسپیلبرگ، کالین ترورو و فرانک مارشال، به‌عنوان تهیه‌کنندگان اجرایی پروژه عمل کردند.
اسپیلبرگ نمی‌خواست این مجموعه به «نسخه‌ای کودکانه» از فیلم‌های پارک ژوراسیک تبدیل شود و اصرار داشت که شخصیت‌های نوجوان در سناریوهای خطرناک قرار گیرند، همانند فیلم‌ها. کریمر و همرسلی پس از تأیید پروژه به آن پیوستند و دیدگاه اسپیلبرگ را پذیرفتند. این سه نفر از فیلم‌های مختلف اسپیلبرگ الهام گرفتند که اغلب کودکان را در مواجهه با خطر نشان می‌دهند. برخلاف فیلم‌های پارک ژوراسیک که در آن کودکان شخصیت‌های فرعی هستند و توسط بزرگسالان نجات می‌یابند، این مجموعه تمرکز خود را بر نوجوانان و تلاش آن‌ها برای بقا به صورت مستقل گذاشته است. در طول تولید، اعضای تیم چندین بار فیلم دنیای ژوراسیک را تماشا کردند تا ارتباطات میان فیلم و مجموعه را توسعه دهند و حتی نقشه‌ای از جزیره نوبلار تهیه کردند تا در این فرایند به آن‌ها کمک کند.

### Citations
1. ↑  Sharma, Tannavi (September 23, 2020). "Netflix's Jurassic World: Camp Cretaceous Review: The Good Old Dino Chase Continues". TechQuila. Archived from the original on November 29, 2020. Retrieved November 29, 2020.
2. ↑  Milligan, Mercedes (March 11, 2021). "Teaser: Jurassic World: Camp Cretaceous Season 3 Breaks Out in May". Animation Magazine. Archived from the original on March 11, 2021. Retrieved March 11, 2021.
3. ↑  Ames, Jeff (May 23, 2021). "Interview: Jurassic World: Camp Cretaceous Showrunner Scott Kreamer". ComingSoon.net. Archived from the original on May 23, 2021. Retrieved May 25, 2021.
4. ↑  McLean, Tom (September 18, 2020). "DreamWorks' Camp Cretacious Is Open For Business Today". Animation Magazine. Archived from the original on September 20, 2020. Retrieved September 20, 2020.
5. ↑  Hipes, Patrick (June 4, 2019). "Jurassic World Animated Series Headed To Netflix In 2020". Deadline Hollywood. Archived from the original on March 1, 2020. Retrieved March 1, 2020.
6. ↑  Goldberg, Leslie (June 4, 2019). "Jurassic World Animated Series Set at Netflix". The Hollywood Reporter. Archived from the original on June 4, 2019. Retrieved June 4, 2019.
7. ↑  Radish, Christina (October 4, 2020). "Jurassic World: Camp Cretaceous Showrunner Scott Kreamer on Working With Spielberg & a Potential Season 2". Collider. Archived from the original on October 7, 2020. Retrieved October 7, 2020.
8. ↑  Spangler, Todd (August 19, 2019). "Original Jurassic Park Trilogy Will Leave Netflix After Two-Month Window". Variety. Archived from the original on October 7, 2020. Retrieved October 7, 2020.
9. ↑  Evangelista, Chris (September 14, 2020). "Steven Spielberg's Jurassic World Animated Series Advice: 'Don't Do the Kiddy Version'". /Film. Archived from the original on September 17, 2020. Retrieved September 20, 2020.
10. ↑  Jones, Mike (September 14, 2020). "Steven Spielberg Had Excellent Advice For The Jurassic World Animated Series Creators". Screen Rant. Archived from the original on September 20, 2020. Retrieved September 20, 2020.
11. ↑  Elderkin, Beth (September 10, 2020). "Steven Spielberg Insisted Netflix's Jurassic World Cartoon Pull No Punches". Gizmodo. Archived from the original on September 18, 2020. Retrieved September 17, 2020.
12. ↑  New York Comic Con 2020, 27:04–27:55.
13. ↑  Gomez, Emmanuel (January 22, 2021). "Scott Kreamer On The Success Of Jurassic World: Camp Cretaceous [Exclusive Interview]". LRMonline. Archived from the original on January 22, 2021. Retrieved January 22, 2021.

### Videos
- In the Writers' Room of Jurassic World - Camp Cretaceous. New York Comic Con. October 9, 2020. Archived from the original on December 21, 2020. Retrieved December 21, 2020 – via YouTube.